# Human. :II: Nature.
Human. :II: Nature. är det studioalbumet av finländska symphonic metal-bandet Nightwish, som släpptes den 10 april 2020. Albumet är producerat av Tuomas Holopainen, Tero Kinnunen, Mikko Karmila.

## Låtlista

### CD 1
1. "Music" - 7:23
2. "Noise" - 5:40
3. "Shoemaker" - 5:19
4. "Harvest" - 5:13
5. "Pan" - 5:18
6. "How's the Heart?" - 5:02
7. "Procession" - 5:31
8. "Tribal" - 3:56
9. "Endlessness" - 7:11

### CD 2
1. "Vista" - 3:59
2. "The Blue" - 3:35
3. "The Green" - 4:42
4. "Moors" - 4:44
5. "Aurorae" 2:07
6. "Quiet as the Snow" - 4:05
7. "Anthropocene" - 3:05
8. "Ad Astra" -4:41